# Azízia
Azízia o El Azízia (àrab: العزيزية, al-ʿAzīziyya) és una ciutat i capital del districte d'Al Jfara al nord-oest de Líbia, a 55 quilòmetres al sud-oest de Trípoli. Abans del 2001 estava en el Districte Al Azízia i va ser la seva capital. Azízia és un gran centre comercial de l'altiplà de Jeffare al Sahel i està en una ruta comercial des de la costa fins a les muntanyes Nafusa i la regió de Fezzan, cap al sud. A partir de 2009, la població de la ciutat s'ha estimat en més de 300.000 habitants.
Durant molts anys l'Organització Meteorològica Internacional va reconèixer una temperatura màxima mundial de 57.8 °C (136.0 °F) assolits en aquesta població el 13 de setembre de 1922, però el 13 de setembre de 2012 va fer un comunicat en què invalidà aquella dada per tenir un error d'anotació. A partir d'aquell dia la temperatura màxima es considera els 56.7 °C (134 °F) assolits a Death Valley, Califòrnia, Estats Units el 10 de juliol de 1913.